# Инопланетянка из Лос-Анджелеса
«Инопланетянка из Лос-Анджелеса» — научно-фантастический фильм 1988 года с Кэти Айрлэнд в роли молодой женщины, посетившей подземную цивилизацию Атлантиды. Фильм был одним из эпизодов «Mystery Science Theater 3000».

## Описание сюжета
Ирландка Ванда Сэкнассемм — занудная неудачница с большими очками и противным голосом. Она живёт в Лос-Анджелесе и работает в забегаловке. Приятель бросил её «как не имеющую тяги к приключениям». Неожиданно девушка получает письмо о том, что её отец-археолог исчез во время экспедиции. Дочь отправляется на его поиски в Северную Африку. Разбирая вещи отца, она находит его записки об Атлантиде, которая, предположительно, является кораблём пришельцев, разбившимся тысячи лет назад и погрузившимся в центр Земли. Отправившись по пути отца, Ванда падает в глубокую яму и попадает в неожиданное приключение, меняющее её жизнь. Она оказывается в подземном мире, где никто не верит в существование жизни на поверхности…